# Liste der Gerichte des Freistaats Bayern
Die Liste der Gerichte des Freistaats Bayern dient der Aufnahme aller Gerichte in Trägerschaft des Freistaates Bayern.
|                                                                | Obere Landesgerichte                                                        | Untere Landesgerichte |
| Verfassungsgerichtsbarkeit                                     | Bayerischer Verfassungsgerichtshof (in München)                             | |
| Ordentliche Gerichtsbarkeit Bayerisches Oberstes Landesgericht | Oberlandesgericht Bamberg                                                   | Landgericht Aschaffenburg \| Amtsgerichte Aschaffenburg \| Obernburg                                                                                            |
| Ordentliche Gerichtsbarkeit Bayerisches Oberstes Landesgericht | Oberlandesgericht Bamberg                                                   | Landgericht Bamberg \| Amtsgerichte Bamberg \| Forchheim \| Haßfurt                                                                                             |
| Ordentliche Gerichtsbarkeit Bayerisches Oberstes Landesgericht | Oberlandesgericht Bamberg                                                   | Landgericht Bayreuth \| Amtsgerichte Bayreuth \| Kulmbach |
| Ordentliche Gerichtsbarkeit Bayerisches Oberstes Landesgericht | Oberlandesgericht Bamberg                                                   | Landgericht Coburg \| Amtsgerichte Coburg \| Kronach \| Lichtenfels                                                                                             |
| Ordentliche Gerichtsbarkeit Bayerisches Oberstes Landesgericht | Oberlandesgericht Bamberg                                                   | Landgericht Hof/Saale \| Amtsgerichte Hof \| Wunsiedel |
| Ordentliche Gerichtsbarkeit Bayerisches Oberstes Landesgericht | Oberlandesgericht Bamberg                                                   | Landgericht Schweinfurt \| Amtsgerichte Bad Neustadt \| Kissingen \| Schweinfurt                                                                                |
| Ordentliche Gerichtsbarkeit Bayerisches Oberstes Landesgericht | Oberlandesgericht Bamberg                                                   | Landgericht Würzburg \| Amtsgerichte Gemünden \| Kitzingen \| Würzburg                                                                                          |
| Ordentliche Gerichtsbarkeit Bayerisches Oberstes Landesgericht | Oberlandesgericht München (in München mit Außenstelle in Augsburg)          | Landgericht Augsburg \| Amtsgerichte Aichach \| Augsburg \| Dillingen \| Landsberg \| Nördlingen                                                                |
| Ordentliche Gerichtsbarkeit Bayerisches Oberstes Landesgericht | Oberlandesgericht München (in München mit Außenstelle in Augsburg)          | Landgericht Deggendorf \| Amtsgerichte Deggendorf \| Viechtach                                                                                                  |
| Ordentliche Gerichtsbarkeit Bayerisches Oberstes Landesgericht | Oberlandesgericht München (in München mit Außenstelle in Augsburg)          | Landgericht Ingolstadt \| Amtsgerichte Ingolstadt \| Neuburg \| Pfaffenhofen                                                                                    |
| Ordentliche Gerichtsbarkeit Bayerisches Oberstes Landesgericht | Oberlandesgericht München (in München mit Außenstelle in Augsburg)          | Landgericht Kempten \| Amtsgerichte Kaufbeuren \| Kempten \| Lindau \| Sonthofen                                                                                |
| Ordentliche Gerichtsbarkeit Bayerisches Oberstes Landesgericht | Oberlandesgericht München (in München mit Außenstelle in Augsburg)          | Landgericht Landshut \| Amtsgerichte Eggenfelden \| Erding \| Freising \| Landau \| Landshut                                                                    |
| Ordentliche Gerichtsbarkeit Bayerisches Oberstes Landesgericht | Oberlandesgericht München (in München mit Außenstelle in Augsburg)          | Landgericht Memmingen \| Amtsgerichte Günzburg \| Memmingen \| Neu-Ulm                                                                                          |
| Ordentliche Gerichtsbarkeit Bayerisches Oberstes Landesgericht | Oberlandesgericht München (in München mit Außenstelle in Augsburg)          | Landgericht München I \| Amtsgericht München |
| Ordentliche Gerichtsbarkeit Bayerisches Oberstes Landesgericht | Oberlandesgericht München (in München mit Außenstelle in Augsburg)          | Landgericht München II \| Amtsgerichte Dachau \| Ebersberg \| Fürstenfeldbruck \| Garmisch-Partenkirchen \| Miesbach \| Starnberg \| Weilheim \| Wolfratshausen |
| Ordentliche Gerichtsbarkeit Bayerisches Oberstes Landesgericht | Oberlandesgericht München (in München mit Außenstelle in Augsburg)          | Landgericht Passau \| Amtsgerichte Freyung \| Amtsgericht Passau                                                                                                |
| Ordentliche Gerichtsbarkeit Bayerisches Oberstes Landesgericht | Oberlandesgericht München (in München mit Außenstelle in Augsburg)          | Landgericht Traunstein \| Amtsgerichte Altötting \| Laufen \| Mühldorf \| Rosenheim \| Traunstein                                                               |
| Ordentliche Gerichtsbarkeit Bayerisches Oberstes Landesgericht | Oberlandesgericht Nürnberg                                                  | Landgericht Amberg \| Amtsgerichte Amberg \| Schwandorf |
| Ordentliche Gerichtsbarkeit Bayerisches Oberstes Landesgericht | Oberlandesgericht Nürnberg                                                  | Landgericht Ansbach \| Amtsgerichte Ansbach \| Weißenburg |
| Ordentliche Gerichtsbarkeit Bayerisches Oberstes Landesgericht | Oberlandesgericht Nürnberg                                                  | Landgericht Nürnberg-Fürth \| Amtsgerichte Erlangen \| Fürth \| Hersbruck \| Neumarkt \| Neustadt \| Nürnberg \| Schwabach                                      |
| Ordentliche Gerichtsbarkeit Bayerisches Oberstes Landesgericht | Oberlandesgericht Nürnberg                                                  | Landgericht Regensburg \| Amtsgerichte Cham \| Kelheim \| Regensburg \| Straubing                                                                               |
| Ordentliche Gerichtsbarkeit Bayerisches Oberstes Landesgericht | Oberlandesgericht Nürnberg                                                  | Landgericht Weiden in der Oberpfalz \| Amtsgerichte Tirschenreuth \| Weiden                                                                                     |
| Arbeitsgerichtsbarkeit                                         | Landesarbeitsgericht München                                                | Arbeitsgerichte Augsburg \| Kempten \| München \| Passau \| Regensburg \| Rosenheim                                                                             |
| Arbeitsgerichtsbarkeit                                         | Landesarbeitsgericht Nürnberg                                               | Arbeitsgerichte Bamberg \| Bayreuth \| Nürnberg \| Weiden \| Würzburg                                                                                           |
| Finanzgerichtsbarkeit                                          | Finanzgericht München                                                       | |
| Finanzgerichtsbarkeit                                          | Finanzgericht Nürnberg                                                      | |
| Sozialgerichtsbarkeit                                          | Bayerisches Landessozialgericht (in München mit Außenstelle in Schweinfurt) | Sozialgerichte Augsburg \| Bayreuth \| Landshut \| München \| Nürnberg \| Regensburg \| Würzburg                                                                |
| Verwaltungsgerichtsbarkeit                                     | Bayerischer Verwaltungsgerichtshof (in München mit Außenstelle in Ansbach)  | Bayerische Verwaltungsgerichte Ansbach \| Augsburg \| Bayreuth \| München \| Regensburg \| Würzburg                                                             |